# Pierre Guillaume Gratien
Pierre Guillaume Gratien (* 1. Januar 1764 in Paris; † 24. April 1814 in Piacenza) war ein französischer General.

## Leben
Gratien war seit 1787 Soldat in einem Dragonerregiment und machte nach der Französischen Revolution rasch Karriere. 1791 war er als Capitaine  Kommandant eines Pariser Bataillons und schon 1792 im  Ersten Koalitionskrieg Lieutenant-colonel in der Nordarmee unter Dumouriez. Wegen Tapferkeit im Kampf mit niederländischen und englisch-hannoverschen Truppen bei Lincelles in den Österreichischen Niederlanden am 16. August 1793 wurde er zum Général de brigade befördert. Unter General Lazare Hoche in Brest eingeschifft, nahm er im Dezember 1796 an der gescheiterten Überfahrt nach Irland teil. Im Jahre 1800 hatte Napoléon ihn zur Besetzung der von Spanien abgetretenen Kolonie Louisiana ausersehen. Die Expedition kam jedoch nicht zustande und Gratien wurde der Armee der  Batavischen Republik, ab Juni 1806 Königreich Holland, zugeteilt.
Während des Vierten Koalitionskrieges 1806 stand er an der Spitze holländischer Truppen bei der Besetzung Norddeutschlands. Beauftragt mit der Bekämpfung des Schillschen Freikorps durchzog er es erneut von April 1809 bis zum Sieg am 31. Mai in Stralsund. Dann trat er den während des  Fünften Koalitionskrieges in  Sachsen eingedrungenen Österreichern unter Karl Friedrich am Ende entgegen, bis der Znaimer Waffenstillstand am 15. Juli diese Kampfhandlungen beendete. Erfolglos blieb Gratien bei der anschließenden Verfolgung des mit Österreich verbündeten Herzogs Friedrich Wilhelm von Braunschweig, der eigener Auffassung nach vom Waffenstillstand nicht betroffen war und sich zur Nordsee durchschlug. 
In den Jahren 1810 und 1811 kämpfte Gratien in Spanien und  Portugal. Beim Einmarsch der Grande Armée in Russland 1812 führte er eine französische Division (Holland war 1810 von Frankreich annektiert worden). Aus Krankheitsgründen schied Gratien im Januar 1813 aus der Armee aus, trat aber im Juni wieder als Général de division auf dem italienischen Kriegsschauplatz auf. Bei den Kämpfen um  Bassano im Oktober 1813 verletzt und später erkrankt, verstarb er in einem Lazarett in Piacenza.

## Ehrungen
Sein Name ist am Triumphbogen in Paris in der 7. Spalte eingetragen.